# لارنس در برابر تگزاس

نقشه آمریکا، ایالت‌هایی که دارای قوانین ضدهمجنس‌گرایانه بودند و توسط این پرونده از بین رفت با رنگ قرمز تیره مشخص شده‌است.

لارنس در برابر تگزاس(به انگلیسی: Lawrence v. Texas)، 539 U.S. 558 (2003),یک تصمیم حقوقی تاریخی توسط دیوان عالی ایالات متحده آمریکا بود. در یک تصمیم ۶–۳ این دادگاه قانون لواط در تگزاس و تمام ایالت‌های دیگری که این قانون را تصویب کرده‌بودند، لغو کرد؛ و اعمال جنسی بین همجنس‌گرایان در تمام در آمریکا قانونی شد. دادگاه عالی به استناد اصلاحیه چهاردهم قانون اساسی ایالات متحده این کار را کرد.